# Jeti
Jeti – wieś w Estonii, prowincji Valga, w gminie Hummuli.